# Rajče jedlé
Rajče jedlé, též lilek rajče (Solanum lycopersicum) je trvalka bylinného charakteru pěstovaná jako jednoletka. Patří do čeledi lilkovitých. Pochází ze Střední a Jižní Ameriky. Plodem je bobule zvaná rajče, původně rajské jablko, proto se rajče řadí mezi plodovou zeleninu, ale jsou spekulace o tom, že rajče je ovoce.

## Název
Alternativními latinskými názvy jsou Lycopersicon esculentum Mill a Lycopersicum esculentum Mill.
Mezi další pojmenování plodu patří paradajský jabko (jablíčko) na střední Moravě nebo paradajka na východní Moravě.

## Charakteristika
Vytrvalá rostlina bylinného charakteru pěstovaná jako jednoletka pro dužnaté bobule. Není příliš náročná, dobře odolává chladu, lze proto pěstovat i v mírném podnebí, kde ovšem dosahuje menšího vzrůstu. Oblíbené je tedy i na českých zahrádkách.
Nezralé (zelené) plody rajčete mohou způsobit otravu organismu. Ty zralé jsou naopak bohaté na betakaroten a vitamín C, v trochu menší míře obsahuje také vitamín B, lykopeny. Poslouží i jako zdroj chromu a draslíku. Z více než 90 % tvoří voda, cca 5 % sacharidů a 2,5 % bílkovin. Má vysoký podíl vláknin, naopak tuk neobsahuje téměř žádný.

## Produkce
| Deset největších producentů rajčat v roce 2020 (tuny) | Deset největších producentů rajčat v roce 2020 (tuny) |
| ----------------------------------------------------- | ----------------------------------------------------- |
| Čína                                                  | 64 865 807                                            |
| Indie                                                 | 20 573 000                                            |
| Turecko                                               | 13 204 015                                            |
| USA                                                   | 12 227 402                                            |
| Egypt                                                 | 6 731 220                                             |
| Itálie                                                | 6 247 910                                             |
| Írán                                                  | 5 787 094                                             |
| Španělsko                                             | 4 312 900                                             |
| Mexiko                                                | 4 137 342                                             |
| Brazílie                                              | 3 753 595                                             |
| Celosvětově                                           | 141 840 285                                           |

Rajčata se pěstují téměř ve všech zemích světa. V roce 2020 bylo podle Organizace pro výživu a zemědělství OSN na světě sklizeno 187 milionů tun rajčat. Největším producentem byla Čína s 34,67 % světové produkce rajčat. V České republice bylo v témže roce sklizeno 8 730 tun rajčat. Nástup hydroponního pěstování ve sklenících umožňuje sklízet lokálně zralé plody po celý rok i mimo pěstební sezónu. Asi desetinu spotřeby rajčat v ČR, tj. 6 500 tun ročně dokáží pokrýt plody vypěstované firmou Agro Kadaň (vlastněná společností Solotron) podnikatele Vladimíra Schmalze. Rajčata zde pěstují hydroponicky ve vertikálních sklenících, k jejichž vytápění využívají odpadové teplo z blízké elektrárny Tušimice II. K závlaze využívají filtrovanou dešťovou vodu a květy opylují za pomoci čmeláků.

## Gastronomie
Rajčata jsou velmi vhodná jako základ zdravé nebo doplněk či příloha běžné stravy. Vhodná jsou i na různé redukční a očistné diety, neboť mají antioxidační účinky. Podle některých studií působí blahodárně i na problémy s prostatou. Dále jsou rajčata vhodná ve stravě osob s nemocemi srdce, krevního oběhu a poruchami látkové výměny.
Rajčata jsou základem pro výrobu mnoha druhů kečupů, kterým dodává jak barvu, tak charakteristickou chuť a proto jsou řazena i mezi koření.
Šlechtění moderních odolných odrůd však vedlo ke ztrátě chuti plodů.

## Léčebné využití
- Zdroj antioxidantů, zejména karotenoidů (provitamín A), zejm. lykopenu
- Zdroj dalších látek, například – tyraminu, niacinu a biotinu[8]
- Zmenšuje dráždivé účinky česneku nebo velkých dávek vitamínu C na trávicí soustavu[zdroj?]
- Má vliv na řízení hladiny krevního cukru, zmírňuje nespavost a deprese[8]

## Ovoce, či zelenina?
Z botanického hlediska je rajče plod víceleté kulturní rostliny. V některých jazycích to způsobuje problém v zařazení, protože pro „plod“ i „ovoce“ používají stejné slovo, např. anglické fruit (z lat. fructus). Proto se pak hovoří o „ovoci“ (čili plodu) z botanického[zdroj?] hlediska, které se prakticky používá jako zelenina. Nebo se pro plodovou zeleninu používá výraz kombinující slova pro ovoce i zeleninu (něm. Fruchtgemüse, fr. légume-fruit).
Směrnice Rady č. 2001/113/ES, o ovocných džemech, rosolech a marmeládách a kaštanovém krému určených k lidské spotřebě zařadila rajčata a další vybranou zeleninu ve svých právních definicích mezi ovoce.
V roce 1893 rozhodoval Nejvyšší soud Spojených států ve sporu Nix vs. Hedden, zda je rajče ovoce, nebo zelenina. Na ovoce se tehdy nevztahovala dovozní cla, kdežto na zeleninu ano. Soud vynesl rozsudek, že rajče je zelenina. Rajče bylo ustanoveno státní zeleninou v New Jersey, zato v Arkansasu je zároveň státním ovocem i zeleninou. Tímto spor o tom, zda se jedná o ovoce, nebo zeleninu, neskončil. Další případ se objevil opět v USA v roce 2005, od té doby ho například v amerických státech Tennessee a Ohio vedou jako ovoce.

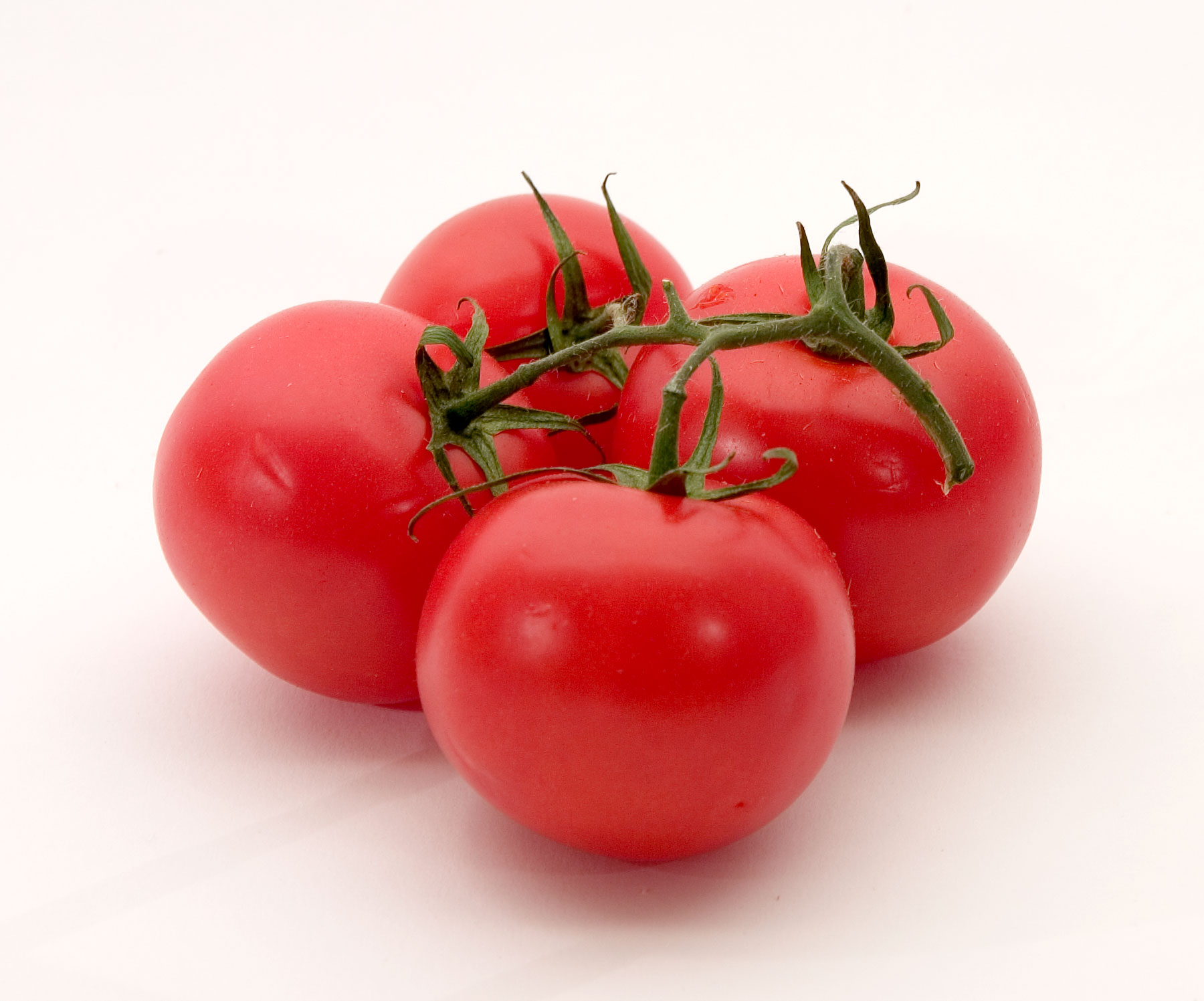
Plody
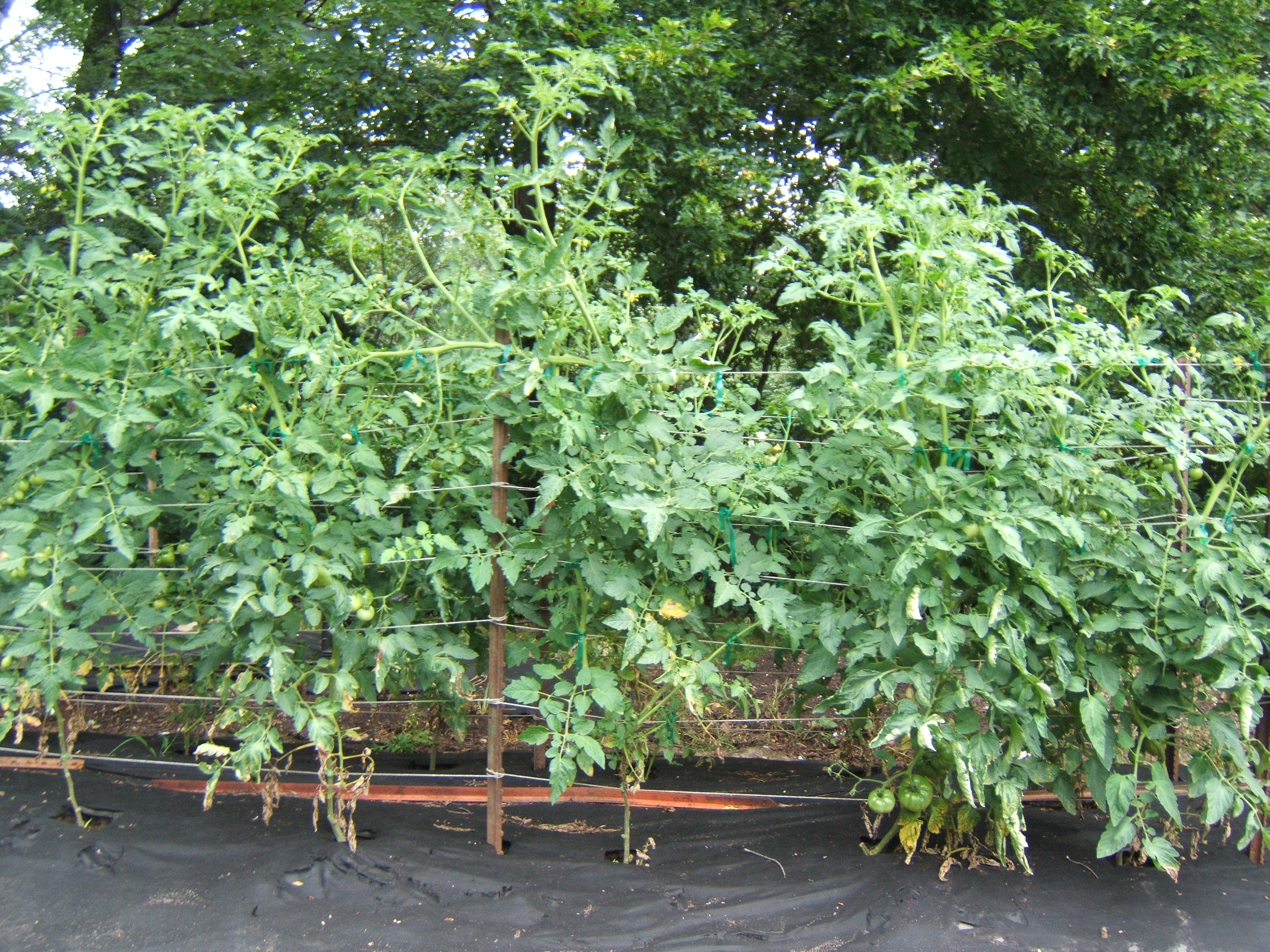
Rostliny
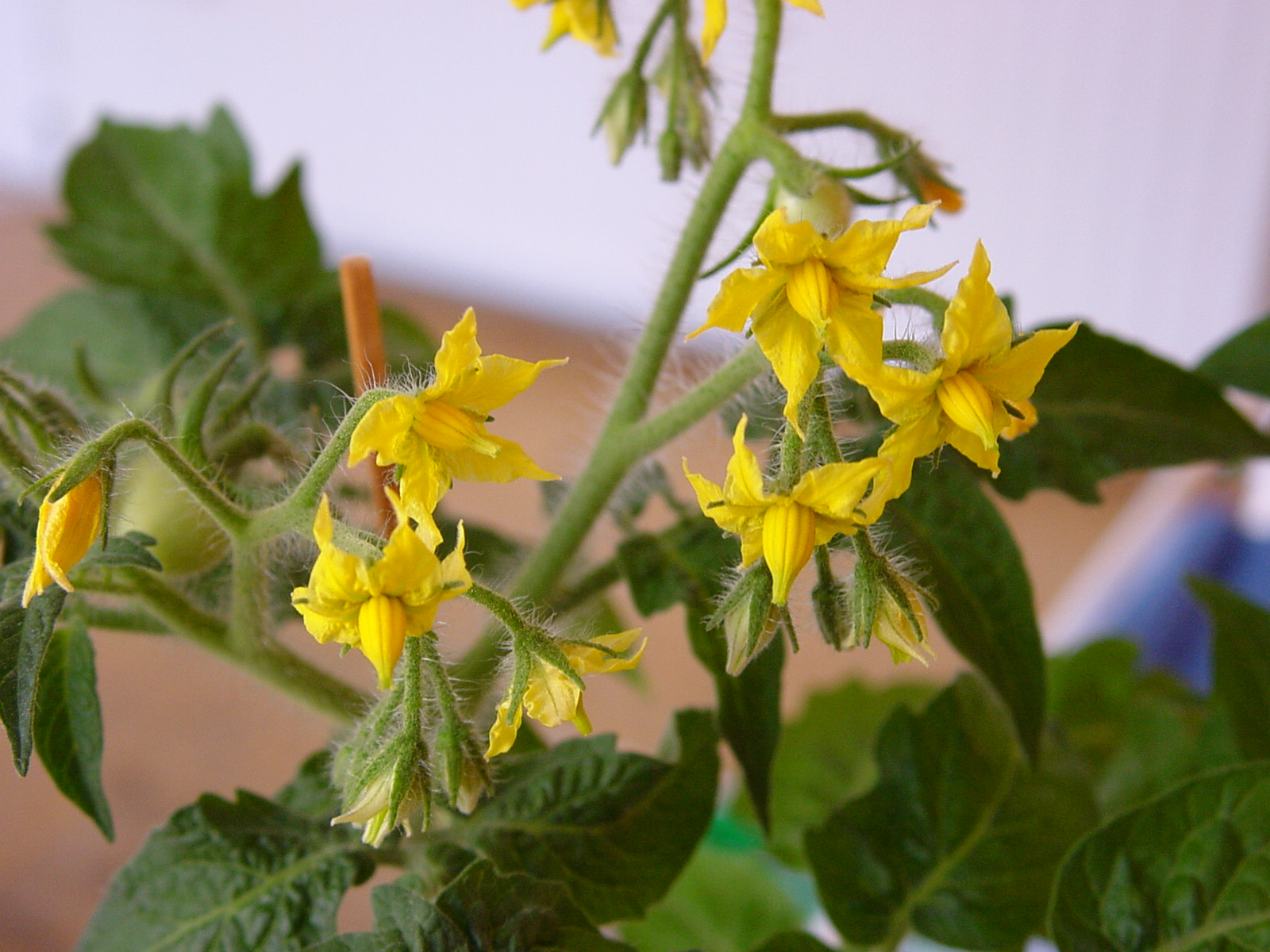
Květy
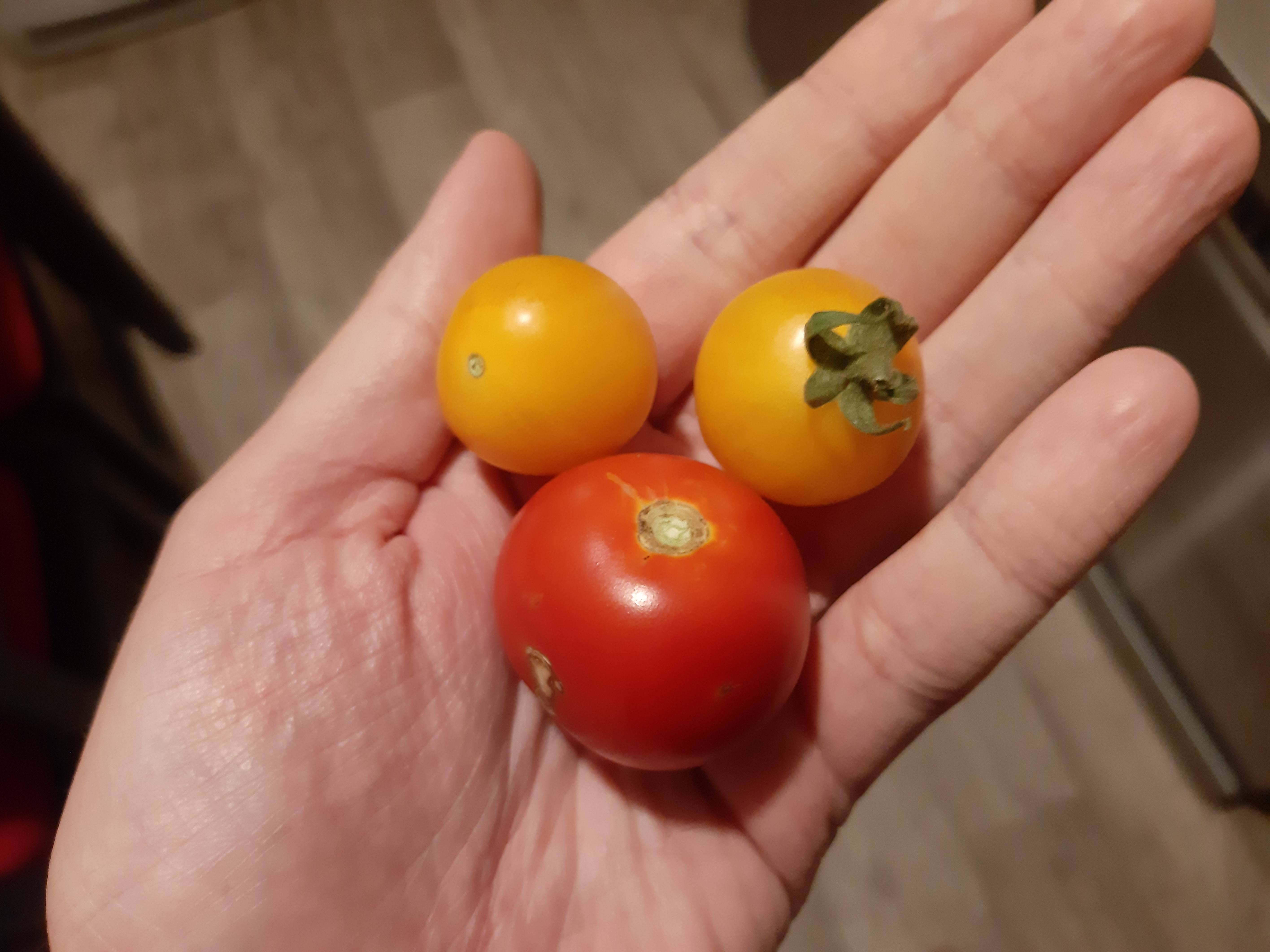
Některá rajčata jsou po uzrání červená, některá žlutá.

## Choroby a škůdci
Druh je často poškozován fyziologickými chorobami, jejichž výskyt vyplývá z vysokých nároků na výživu. Seznam patogenů a chorob způsobovaných patogeny, napadajících druh, není kompletní:

### Viry
- virus tabákové mozaiky
- virová bronzovitost rajčete – na zelených plodech vznikají žluté skvrny.[12]
- virus mozaiky pepina
- virová mozaika rajčete

### Bakterie
- Stolbur
- Ralstonia solanacearum
- Bakteriální vadnutí rajčete (Clavibacter michiganensis)
- Bakteriální kroužkovitost bramboru

### Houbové choroby
- koletotrichové vadnutí brambor Colletotrichum atramentarium
- rakovina rajčete (Didymella lycopersici)
- Padlí rajčete – bělavé, moučnaté skvrny na listech.[13]
- Verticiliové vadnutí
- Fusariové vadnutí
- Plíseň bramborová (Phytophthora infestans) šedozelené vodnaté skvrny, které se rychle rozrůstají a postupně hnědnou.[14]
- Septoriová skvrnitost rajčete – drobné, okrouhlé, zpočátku vodnaté, později tmavě zabarvené nekrotické skvrny s velmi drobnými černými plodničkami.[15]
- Fytoftóra
- Alternáriová skvrnitost rajčete – nepravidelné tmavohnědé skvrny, s typicky soustřednými kruhy, které jsou žluté lemovány.[16]
- Čerň rajčatová – světlezelené až žluté difúzní skvrny na listech.[17]
- plíseň šedá

### Škůdci
- háďátka
- molice
- mšice
- makadlovka Tuta absoluta
- vlnovník rajský (Aculops lycopersici)